# Janez Zupan
Janez Zupan, slovenski pisatelj, * 30. oktober 1944, Golnik, † 27. julij 2021, Jesenice.

## Življenjepis
Zupan je nižjo gimnazijo obiskoval v Bohinjski Bistrici ter od 1960-1963 v Ljubljani avtomehanično šolo.
Krajšo prozo je začel objavljati 1975 v Anteni (do 1978 okoli 20 črtic). Prva povest Plitve korenine je izšla pri Mladinska knjiga leta 1978. Napisal je še več del, omeniti velja Ljubezen po kranjsko (1979, po njej napisal S. Simčič scenarij za televizijsko dramo Naše njive, izved. 1980), Teden dni vrnitve (1982), Bržinci (1985), Vedanec (1986), Zadnji kmečki punt (1987) in druge. Povsod prikazuje aktualno propadanje kmetstva in sodobno življenje na gorenjskem podeželju. Zupan piše v realističnem slogu in z vidno pripovedno nadarjenostjo z fabulativno razgibanim opisovanjem socialnih in kulturnih sprememb na vasi v zadnjih nekaj rodovih.